# 2010年亚洲残疾人运动会文莱代表团
2010年亚洲残疾人运动会文莱代表团派出了10名运动员参赛，其中男选手8名，女选手2名。
奖牌榜：
| 名次 | 代表团 | 金牌 | 银牌 | 铜牌 | 总数 |
| ---- | ------ | ---- | ---- | ---- | ---- |
| 25   | 文莱   | 0    | 2    | 2    | 4    |

## 奖牌获得者

### 银牌
1. 安·努尔·海尤·优素福：田径 - 女子100米 - T12
2. 夏里·哈吉·朱马：田径 - 男子标枪 - F54/55/56

### 铜牌
1. 迪格·努尔·亨桑·奥格·哈吉·马塔哈：田径 - 女子铁饼 - F12
2. 希尔丹·哈吉·阿卜杜勒·卡迪尔：田径 - 男子标枪 - F54/55/56